# كلوفيس الرابع
كلوفيس الرابع (بالفرنسية: Clovis IV)‏ هو ملك ميروفنجي حكم مملكة الفرنجة الغربية، ما بين 691 و 695 خلفاً لثيودوريك الثالث. في بعض الأحيان يتم الخلط بينه وبين كلوفيس الثالث في سلاسل النسب التي تأخذ في الاعتبار فقط ملوك الفرنجة من نيوستريا. يدعى أيضا «كلوتير» في ميثاق أخيه شيلديبيرت الرابع.
ولد حوالي عام 677، وهو الابن البكر خلفاً للملك ثيودوريك الثالث، من زوجته كلوتيلد، وصل إلى العرش في سن 13 عاماً، وتوفي في سن 17 عاماً. بما أنه قاصر طيلة فترة حكمه، فإن عمدة قصر أوستراسيا، Pépin de Herstal، كان يحكم باسمه.
خلفه أخوه شيلديبيرت الرابع، بعد وفاته سنة 695.
دفن كلوفيس الرابع في -كنيسة سانت إتيان- في منطقة
شوازي-أو-باك [الفرنسية] إقليم واز.